# Horst Effertz
Horst Effertz (n. 4 august 1938, Düsseldorf, Germania) este un militar german, medaliat olimpic. A participat la 2 ediții ale Jocurilor Olimpice (1960, 1964) în care a câștigat o medalie de aur.